# Davlat Bobonov
Davlat Bobonov (7 de junho de 1997) é um judoca uzbeque, medalhista olímpico.

## Carreira
Bobonov esteve nos Jogos Olímpicos de Verão de 2020 em Tóquio, onde participou do confronto de peso médio, conquistando a medalha de bronze ao derrotar o turco Mihael Žgank. Em 2022, obteve o ouro no Campeonato Mundial depois de vencer Christian Parlati na final.